# Pedro Míguez Meizoso
Pedro Míguez Meizoso, periodista español, hijo de Rafael Míguez Ugía y Luisa Meizoso, nació en La Coruña en 1908 y falleció en Barcelona el 24 de noviembre de 1987.
Tras formarse en Madrid, Londres y Berlín, comenzó sus colaboraciones habituales en la revista Destino y en el periódico vespertino barcelonés El Noticiero Universal, donde publicó semanalmente una columna con el título de "La columna rota".
Como asesor de estilo de Metro-Goldwyn-Mayer se encargó de la adaptación al español de las películas más relevantes de esta productora y distribuidora durante las décadas de los años 50 y 60:

## Películas adaptadas al español
- King Solomon's mines (Las minas del rey Salomón, 1950)
- Tea and sympathy (Te y simpatia, 1956)
- The little hut (La cabaña, 1957)
- Cat on a Hot Tin Roof (La gata sobre el tejado de zinc, 1958)
- Gigi (1958)
- North by Northwest, 1959)
- El Cid (1961)
- King of Kings (Rey de reyes, 1961)
- How The West Was Won (La conquista del oeste, 1962)
- Four Horsemen of the Apocalypse (1962)
- Hotel Internacional (Hotel Internacional, 1963)
- Sunday in N. Y. (Domingo en New York, 1963)
- Carambolages (La muerte juega a carambolas, 1963)
- Le glaive et la balance (Dos son culpables, 1963)
- The Courtship of Eddie's Father (1963)
- The Haunting (1963)
- Viva Las Vegas (1964)
- The Americanization of Emily (1964)
- Les félins (Los felinos, 1964)
- Of human bondage (Servidumbre humana, 1964)
- L'insoumis (La muerte no deserta, 1964)
- The Unsinkable Molly Brown (Molly Brown siempre a flote, 1964)
- Doctor Zhivago (1965)
- The loved one (Los seres queridos, 1965)
- The Sandpiper (Castillos en la arena, 1965)
- Blow-Up (1966)
- Grand Prix (1966)
- The Glass Bottom Boat (1966)
- Point Blank (A quemarropa, 1967)
- The Dirty Dozen (Doce del patíbulo, 1967)
- 2001: A Space Odyssey (2001: Una odisea del espacio, 1968)
- Subject was roses (Una historia de tres extraños, 1968)
- Ice Station Zebra (Estación polar cebra, 1968)
- Where Eagles Dare (El desafío de las águilas, 1968)
- The Green Slime (1968)
- The Party (El guateque, 1968)
- Good bye, Mr. Chips (Adiós, Mr. Chips, 1969)
- Ryan's Daughter (La hija de Ryan, 1970)